# Xã Blue Lake, Quận Kalkaska, Michigan
Xã Blue Lake (tiếng Anh: Blue Lake Township) là một xã thuộc quận Kalkaska, tiểu bang Michigan, Hoa Kỳ. Năm 2010, dân số của xã này là 387 người.